# گشنوئیه پایین
گشنوئیه پایین، روستایی از توابع بخش مرکزی شهرستان حاجی‌آباد در استان هرمزگان ایران است.

## جمعیت
این روستا در دهستان درآگاه قرار دارد و براساس سرشماری مرکز آمار ایران در سال ۱۳۸۵، جمعیت آن ۱۴ نفر (۴خانوار) بوده‌است.